# Skalá-Podilska
Skalá-Podilska (ucraniano: Скала́-Поді́льська; polaco: Skała Podolska) es un asentamiento de tipo urbano de Ucrania, perteneciente al raión de Chortkiv en la óblast de Ternópil.
En 2017, el asentamiento tenía una población de 4293 habitantes. Desde 2015 es sede de un municipio con una población total de unos diez mil habitantes, que incluye 14 pueblos como pedanías: Berezhanka, Burdiákivtsi, Verbivka, Hushtýn, Hushtynka, Dubivka, Zaluchchia, Zbryzh, Ivánkiv, Lósiach, Hyvra, Pidpylypya, Tritsia y Turylche.
Se ubica junto al río Zbruch, que marca el límite con la vecina óblast de Jmelnitski. Al otro lado del río se ubica el municipio rural de Húkiv, con el que forma una conurbación interregional. Sobre el río se ubica el puente de la carretera P24, que une Borshchiv con Orynyn. Al noroeste del asentamiento sale la carretera T2001, que lleva a Kolyndiany.

## Historia
El castillo de Skalá-Podilska, origen de la localidad, fue construido entre 1365 y 1370. Se conoce la existencia del pueblo en documentos desde 1395, cuando Vladislao II de Polonia entregó el señorío a la familia noble Melsztyńscy. En 1441 ya se menciona como un miasteczko con Derecho de Magdeburgo. A lo largo de los siglos XVI y XVII sufrió diversos ataques en las guerras, principalmente por parte de los tártaros, que impidieron su desarrollo urbano. En 1770 quedó casi despoblada debido a una epidemia de peste; debido a ello, tras entrar en el Imperio Habsburgo en la partición de 1772, su estatus de miasteczko pasó a ser "supernumerario", lo que significaba que mantenía el título sin ser capital de ninguna entidad.
A lo largo del siglo XIX, el asentamiento fue propiedad de la familia noble Gołuchowski, siendo su último propietario Agenor Maria Gołuchowski. Esta familia evitó restaurar las ruinas del castillo histórico y decidió construir un nuevo palacio en el otro lado de la localidad, aunque este último también acabó en ruinas en el siglo XX. En 1940, la RSS de Ucrania clasificó a la localidad como pueblo capital de su propio distrito. Entre 1941 y 1944, los invasores alemanes fusilaron a más de dos mil personas en los alrededores del pueblo, llegando los ocupantes a asesinar a casi todos los mil quinientos judíos que vivían aquí. Tras la destrucción provocada por la guerra, en los años posteriores se reconstruyó el pueblo en torno a un koljós, al cual se fueron añadiendo diversas industrias. En 1956 adoptó el estatus de asentamiento de tipo urbano, pero en 1959 dejó de ser capital distrital. Hasta 2020 pertenecía al raión de Borshchiv.